# 大和田崇
大和田 崇（おおわだ たかし 1974年1月3日 - ）は、埼玉県入間市出身の作曲家、編曲家、音楽プロデューサー、ギタリスト、音楽講師である。2005年に作曲家デビューし、自身の音楽ユニット「チロル」「BANDMADE」のメンバーとしても活動している。

## 略歴
幼少期からピアノと作曲をはじめ12歳でギターを手にして演奏、作曲を行う。その後、音楽専門学校に入学しテクニカルな面を法田勇虫、教育論を矢萩秀明に師事。アーティストへの楽曲提供、アニメソング、CMソング、ラジオOP曲、VOCALOID楽曲、サウンドトラック、ディレクション等を行う。自身のユニット「チロル」「BANDMADE」でも作品を発表している。
現在は独自のカリキュラムを持った音楽教室ワンダートーン（1995年よりギター教室発足／2014年ワンダートーンに改名）を運営しギター、ベース、ウクレレ、楽典、作編曲、歌唱法を指導、新世代の育成に貢献。他には療育の分野でも活動している。

## 来歴
- 1992年 ／ アマチュアバンド･コンテスト「ホリデイ音楽祭」決勝大会出場
- 1993年 ／ 「24時間テレビ」チャリティライヴ出演、東京･大阪･京都ライヴツアー敢行
- 1995年 ／ MI ハリウッド直系校 TCA-プロミュージシャン科（現 東京スクールオブミュージック&ダンス専門学校）卒業／ 楽器店勤務（初心者講習担当）、大和田崇ギター教室・「スタジオ・ワンダー」発足
- 1998年 ／ アイデックス･ミュージック･アカデミーにてギター講師を務める
- 1999年 ／ 櫻井音楽工房にて本格的に作編曲活動を開始
- 2001年 ／ イケベ楽器店にてデモテープ制作セミナー、島村楽器にてギター初心者講習実施
- 2002年 ／ 著名ミュージシャン･クリニック運営、楽器メーカー新製品発表会参加、音楽技能検定3級取得（音楽文化創造）
- 2003年 ／ 音楽療法研修受講、音楽療育ボランティア参加、唱歌「やまびこ」作詞･作編曲 ／ 児童合唱団「さくら草」を指揮しレコーディング
- 2004年 ／ 「軽井沢ラヴソング・アウォード」グランプリ・ファイナリスト、受賞作「愛がある場所」作編曲、東京音楽院にて和声学習得
- 2005年 ／ 嶋大輔「大人の勲章」C/W曲「Still」作編曲、DVD+CD「ノースランド･ファンタジー」サウンドトラック制作、ピアノコンクール発表曲「Soar」作曲、スタジオ･ワンダー再開
- 2006年 ／ 石野真子アルバム収録曲「あなたがいるだけで」作編曲、音楽ユニット"チロル"結成、音楽教室MMSにてギター講師
- 2007年 ／ チロル･デビューシングル「雨上がり」発売、DVD「耳折れ兄弟」テーマ曲提供、小林明子「恋におちて_-Fall_in_love-」編曲
- 2008年 ／ 「はっけん たいけん だいすき!しまじろう」番組挿入歌「へんしんダンス」作編曲 、 石野真子アルバム収録曲「美しく散る花」「ご機嫌日和」作詞･作編曲、第1回MMS発表会開催、WONDER LIVE 2008開催、花王CMソング「ニャンとも シアワセ」作編曲
- 2009年 ／ 「はっけん たいけん だいすき!しまじろう」番組挿入歌「わたしのすきなもの」「ころころ おにぎり しまじろう」作編曲、SAYAアルバム収録曲「P.S.アリガトウ」作曲、兼下真由子サポートギタリスト、第2回MMS発表会開催、X'mas WONDER LIVE 2009開催
- 2010年 ／ ケツダンポトフ･イメージソング「ダ･ダ･ダ･ダダ漏れ」作編曲、「しまじろう ヘソカ」アニメ挿入合唱曲 作編曲、インターネット生放送音楽トーク番組「Musicreator」出演、 第3回MMS発表会開催、X'mas WONDER LIVE 2010開催
- 2011年 ／ 東日本大震災チャリティーソング「朝は来るよ」作編曲、インターネット生放送番組「ライブブ」にウクレレ講師として出演、FM西東京「世界進出計画」OPテーマ曲「JIYU-JIN」ボーカル･作詞･作編曲、X'mas WONDER LIVE 2011開催
- 2012年 ／ FM西東京「世界進出計画 乗組員航海日誌」出演、VOCALOID楽曲「シニカル少女」作詞･作編曲･作画、第4回MMS発表会開催、X'mas WONDER LIVE 2012開催 ／ YouTubeチャンネル開設
- 2013年 ／ VOCALOID楽曲「先生に言ってやろー!」作詞･作編曲･作画、レッスンスタジオ新築「ワンダートーン」に改名、ピアノ･ボーカルコース新設、第5回MMS発表会開催、X'mas WONDER LIVE 2013開催
- 2014年 ／ VOCALOID楽曲「My Dearest ～犬のバラード～」作詞･作編曲･作画、第6回MMS発表会開催、X'mas WONDER LIVE 2014開催
- 2015年 ／ VOCALOID楽曲「神在月」、「お掃除気分」作詞･作編曲、X'mas WONDER LIVE 2015開催
- 2016年 ／ 不気味な幽霊やってきた【ディズニーソング日本語版】翻訳･編曲、「ウクレレ日和」作詞･作曲、横浜ウクレレピクニック出演
- 2017年 ／ VOCALOID楽曲「ぼくは神様」作詞･作編曲、ウクレレ楽曲「Wonder Rag」作曲
- 2018年 ／ JamTrack「Hotdog」作曲、「やってらんねぇBlues」作詞･作曲
- 2019年 ／ VOCALOID楽曲「彩愛」作詞･作編曲、Casting Artist Syndicate File.6収録曲「憂愁」レコーディング
- 2020年 ／ Synthesizer V楽曲「恋のルーレット feat.小春六花」「Lottie feat.Eleanor」作詞･作編曲、楽譜販売サイト「Piascore」にてギター･ウクレレTAB譜のDL販売開始
- 2021年 ／ Synthesizer V楽曲「Yo-Ho, Yo-Ryo! feat.小春六花」作詞･編曲、ワンダートーン･オンラインレッスン実施、ヤマハSyncroom「Blues Session大作戦!」セッションホスト

## 楽曲提供・共演アーティスト
- 石野真子
  - アルバム「Mirai」収録曲「あなたがいるだけで」作編曲
  - アルバム「Love Merry-go-round」収録曲「美しく散る花」作編曲 ／ 「ご機嫌日和」作詞･作編曲
- サンプラザ中野くん
  - 「はっけん たいけん だいすき!しまじろう」番組挿入歌「ころころ おにぎり しまじろう」作編曲
- 小林明子
  - シングル「恋におちて_-Fall_in_love-」編曲
- 嶋大輔
  - シングル「大人の勲章」C/W曲「Still」作編曲
- 沢城みゆき
  - 花王CMソング「ニャンとも シアワセ」作編曲
- 折笠富美子
  - 「はっけん たいけん だいすき!しまじろう」番組挿入歌「わたしのすきなもの」作編曲
- CRaNE
  - 東日本大震災チャリティソング「朝は来るよ」作編曲
- 高取ヒデアキ
  - 「はっけん たいけん だいすき!しまじろう」番組挿入歌「へんしんダンス」作編曲
- しまじろう
  - 「しまじろう ヘソカ」アニメ挿入合唱曲「わたしのすきなもの」 作編曲
- そらの
  - ケツダンポトフ・イメージソング「ダ･ダ･ダ･ダダ漏れ」作編曲
- 湧口愛美
  - 「バニラの日曜日」作詞・作曲
- VOIX DOUCE
  - 「Feel so good」作編曲
- SAYA
  - アルバム「SAYA」収録曲「P.S.アリガトウ」作曲
- 兼下真由子
  - 「Gift」作編曲
- チロル
  - シングル「雨上がり」作詞・作編曲・MV
  - DVD「耳折れ兄弟」イメージソング「はんぶんこ」作詞・作編曲
- BANDMADE
  - FM西東京「世界進出計画」オープニングテーマ曲「JIYU-JIN」作詞･作編曲
- VOCALOID・Synthesizer V
  - 蒼姫ラピス
    - 「シニカル少女」作詞・作編曲・作画
    - 「先生に言ってやろー!」作詞・作編曲・作画
    - 「My Dearest ～犬のバラード～」作詞・作編曲・MV
    - 「お掃除気分」作詞・作編曲

  - 結月ゆかり
    - 「彩愛」作詞・作編曲・MV

  - 小春六花
    - 「恋のルーレット」作詞・作編曲・作画
    - 「Yo-Ho,Yo-Ryo」作詞・編曲・MV

  - Ryo AI ／ 「ぼくは神様」作詞・作編曲・MV
  - Saki AI ／ 「不気味な幽霊やってきた」訳詞・作編曲・MV
  - Mai AI ／ 「神在月」作詞・作編曲・MV

## サウンドトラック
DVD+CD「ノースランド･ファンタジー」サウンドトラック制作